# Мытищинский проезд
Мыти́щинский прое́зд — небольшая улица на севере Москвы в Алексеевском районе Северо-Восточного административного округа.

## История
Был проложен в конце XIX века одновременно с 1-й, 2-й и 3-й Мытищинскими улицами. По одним данным тогда же получил название по первому в Москве Мытищинскому водопроводу, проходящему в этом районе. По другим данным, проезд был выделен 20 сентября 1955 года из состава 2-й Мытищинской улицы.

## Расположение
Мытищинский проезд начинается от 1-й Мытищинской улицы и проходит на юго-восток, где заканчивается в промышленное зоне на пересечении железнодорожных линий Петербургского и Ярославского направлений.